# Стефан Чурешки
Стефан Йорданов Чурешки е български историк.

## Биография
Стефан Чурешки е роден на 30 септември 1966 г. в София. Средното си образование получава в 9-а френска езикова гимназия, а през 1993 година завършва Историческия факултет на Софийския университет „Св. Климент Охридски“. Веднага след защитата на дипломната си работа през 1993 година започва работа като специалист в катедрата по стара история и тракология, която напуска през 1994 г. по собствено желание. Оттогава Чурешки работи като учител по история в елитни частни и държавни училища.
Публикува над 80 научни статии, една монография и книгите „Християнство и история“, „Грешките, неточностите и заблудите в учебниците по история“. Пише за историческото списание „Минало“. Публикува статии в списание „Съвременник“, вестниците „Дневник“, „Капитал“, „Литературен вестник“, „Литературен форум“ и др.
През последните десет години от живота си е безработен. Самоубива се на 19 март 2012 г. Умира сериозно задлъжнял на „Топлофикация“.

### Книги
- Християнство и история: към философията на българската история. София: ГАЛ-ИКО, 1998, 340 с.
- Грешките, неточностите и заблудите в учебниците по история. С., 2000
- Римокатолическата пропаганда и българската история (Към философията на българската история). София: Праксис, 2001, 112 с. ISBN 954-90713-5-9
- Православието и комунизмът в България: 1944-1960 г.. София: Просвета, 2004, 192 с. ISBN 954-01-1669-4
- (заедно с Манол Чурешки) Колелото на историята. София: Домино ГД, 2008, ISBN 978-954-91738-8-8
- Именник на българските князе (ханове). София: Сиела, 2012, 192 с. ISBN 978-954-28-1126-8

### По-важни статии и студии в списание[2]
- „Кратък очерк относно историята на християнското изповедание“. – сп. „Съвременник“, бр.2, 2004, с.474–502
- „Историческата логика във философията на българската история“. – сп. „Разум“, бр.1, 2004 (07), с.56–79
- „Религия и наука в България“. – сп. „Съвременник“, бр.2, 2007, с.434–455
- „Някои проблеми на философията на историята. Една задочна лекция за България“. – сп. „Минало“, кн.4, 2007, с.81–96
- „За някои видове исторически теории“. – сп. „Разум“, кн.2, 2007 (16), с.63–87

### Статии във вестници
- „Християнство, политика и национална идея“. – в. „Капитал“, 30 юни-6 юли 1997 г., с.55
- „Левски в измеренията на светостта“. – „Литературен форум“, бр.26, 9–15.07.1997, с.1–7
- „За християнството и Яворов“. – „Литературен форум“, бр. 1, 1998, с.3
- „Необходима или излишна е националната доктрина на България“. – в. „Македония“, 31 януари 1998, с. 6
- „За България приемането на православието е било достойният, а не пресметливият избор“. – в. „Континент“, 09.10.1998, с.27
- „Македония и българската самоличност“. – в. „Македония“, бр. 45, 09.12.1998, с.5
- „Пак марксизъм-ленинизъм“. – в. „Аз Буки“, бр.12, 2000, с.6
- „Възпитанието в християнски добродетели – възможно пожелание за българското учлище“. – в. „Аз Буки“, бр.40, 2004, с.14
- „Съвременното езичество“. – в. „Сега“, 09.05.2005, с.12
- „За Орфей и националната идентичност“. – в. „Сега“, 19.09.2005, с.13
- „Академизъм и религия“. – в. „Седем“, 31 май-6 юни 2006, с.6
- „История и религия“. – в. „Седем“, 2–8 август 2006, с.6
- „Интелигенция и елит на прага на ЕС“. – в. „Сега“, 16.10.2006, с.12
- „За книжовността и предмета“. – в. „Сега“, 11.12.2006, с.12
- „Когато рицарите станат шутове“. – в. „Сега“, 26.02.2007, с.12
- „Какво правя още тук?“. – в. „Седем“, 18–24.04.2007, с.5
- „Историческата критика в България“. – в. „Аз Буки“, бр. 39, 2007, с.14
- „За притчата на историята“. – в. „Монитор“, 14 март 2008, с.15
- „Историческо съзнание и религиозност“. – в. „Аз Буки“, бр. 15, 2008, с.14
- „Какво ни пречи?“. – в. „Монитор“, 19 април 2008, с.12
- „Ще успее ли православието в България?“. – в. „Монитор“, 25 април 2008, с.13